# Occasitermes
Occasitermes es un género de termitas  perteneciente a la familia Termitidae que tiene las siguientes especies:

## Especies
1. Occasitermes occasus
2. Occasitermes watsoni